# Патрушев, Владимир Николаевич
Патрушев Владимир Николаевич (16.12.1931-22.02.2010) — российский педагог, методист-физик.

## Биография
В 1949 г. закончил Немскую среднюю школу Кировской области.
В 1949—1953 гг. учился в Кировском государственном педагогическом институте им. В. И. Ленина.
После окончания физико-математического факультета работал учителем физики в школе № 16, а в период 1965—2002 гг. также являлся директором этой школы.
В 1968 году был делегатом Всесоюзного съезда учителей, в 1988 году — Всесоюзного съезда работников народного образования.
В 1992—2000 гг. являлся доцентом кафедры краеведения Вятского государственного педагогического университета, вёл курсы «Физика и краеведение», «История народного образования Вятского края».
Долгое время возглавлял Первомайский районный Совет по народному образованию, был председателем Совета руководителей образовательных учреждений г. Кирова.
С 1988 г. был председателем Попечительского совета музея К. Э. Циолковского, авиации и космонавтики, неоднократно возглавлял оргкомитет Циолковских молодёжных чтений.
Педагогический стаж Владимира Николаевича составляет 52 года.

## Награды и звания
В 1965 году награждён почётным званием «Заслуженный учитель школы РСФСР».
Также награждён значками «Отличник народного просвещения РСФСР», «Отличник просвещения СССР».
В 1977 году награждён медалью им. Н. К. Крупской «За заслуги в обучении и воспитании».
В 2002 году за значительный вклад в воспитание и обучение подрастающего поколения решением Кировской городской думы был награждён почётным знаком «За заслуги перед городом».

## Научная деятельность
Является автором более 60 научных работ и около 200 публикаций в газетах.
В 2006 году в ведущей методической газете «Физика» была опубликована редакционная статья к 75-летию со Дня рождения Владимира Николаевича Патрушева, в которой отмечаются общественные и научно-методические успехи юбиляра. В. Н. Патрушев был известным методистом-физиком. Являлся автором и соавтором научных и учебно-методических работ по методике преподавания физики, конструировал оборудование для школьного физического эксперимента — лабораторных работ, демонстрационных опытов и работ физического практикума, активно внедрял краеведческий принцип в обучение и воспитание на уроках физики.

## Сочинения
- Патрушев В. Н., Сауров Ю. А. Обобщающий урок «Квантовые идеи в современной физике» // Физика в школе. 1987. № 2. С. 37-40 ;
- Рябова Л. М., Патрушев В. Н. Базовый курс физики: Механика жидкостей и газов: модели уроков; КОИУУ. Киров, 1994. 83 с.
- Патрушев В. Н., Сауров Ю. А. Вятская научная школа методистов-физиков: факты и мысли о становлении / под ред. Ю. А. Саурова ; ВятГПУ, Науч. лаб. «Моделирование процессов обучения физике». Киров, 1997. 98 с. // Вят. край. 1997. 27 июня (№ 119)
- Патрушев В. Н., Сауров Ю. А. Практика обучения как творчество : из опыта работы учителей физики; ВятГПУ, Науч. лаб. «Моделирование процессов обучения физике». Киров, 1998. 112 с. ;
- Патрушев В. Н., Сауров Ю. А. Творчество учителей физики Кировской области // Практика обучения физике как творчество : тез. докл. респ. науч.-практ. конф. / ВятГПУ, КОИУУ ; отв. ред. Ю. А. Сауров. Киров, 1998. С. 5-7 ;
- Модели уроков: Механика жидкостей и газов : базовый курс физики : 7 кл. : в 4 ч. / Л. М. Рябова, В. Н. Патрушев, Ю. А. Сауров // Физика, 1998.

## Память
В 2010 году в альманахе кировской областной научной библиотеки им А. И. Герцена была опубликована статья в память о Владимире Николаевиче Патрушеве.
В 2013 по ходатайству Управления культуры Администрации города Кирова Кировская городская дума приняла решение об увековечении памяти заслуженного учителя школы РСФСР Патрушева В. Н. установкой мемориальной доски на здании его родной школы № 16.
22 февраля 2014 года в кировской школе № 16 состоялось открытие мемориальной доски, которая гласит: «С 1953 по 2005 год работал в школе № 16 учителем физики, директором выдающийся педагог Патрушев Владимир Николаевич».